# Vai (popolo)
I Vai sono un popolo Mandé che vive principalmente in Liberia, con una piccola minoranza che vive nella Sierra Leone sud-orientale. Sono noti per il loro sistema di scrittura indigeno noto come sillabario Vai, sviluppato negli anni venti dell'Ottocento da Momolu Duwalu Bukele e altri anziani Vai, grazie al quale nel corso del XIX secolo si diffuse l’alfabetizzazione. Il suo utilizzo è diminuito nel corso del XX secolo, ma la moderna tecnologia informatica ne ha consentito una rinascita. Il popolo Vai parla la lingua vai, che è una delle lingue mande.

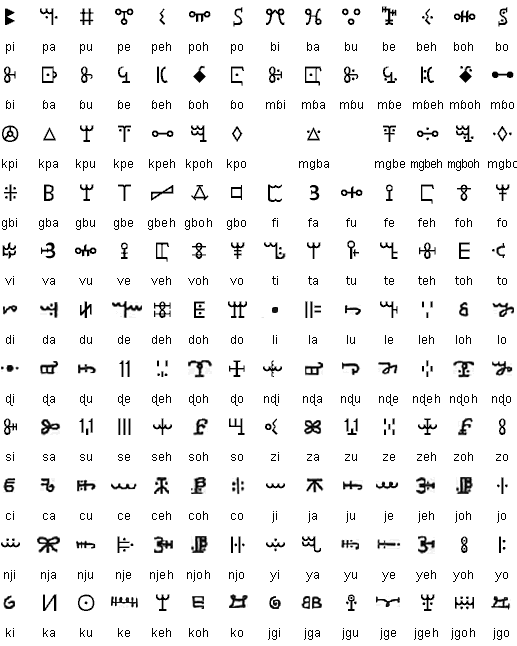
Il sillabario Vai

## Storia
La prima documentazione scritta dei Vai risale ai mercanti olandesi della prima metà del XVII secolo, e descrive un gruppo politico vicino a Cape Mount. I Vai sono però, probabilmente, il popolo chiamato Gallinas dai portoghesi, insediatisi nella zona intorno alla metà del XV secolo. Guidati dal clan Camara, uno dei più antichi clan mandinka del Manden, erano migrati a sud-ovest per razziare e commerciare sale e noci di cola.
Le storie orali trasmesse dal politico e diplomatico vai Momolu Massaquoi descrivono un re mandinka che inviò spedizioni a sud dal Manden per esplorare il mare e stimolare il commercio del sale. I membri di queste spedizioni si mescolarono con la popolazione locale dei Gola, per creare i Vai, ma mantennero forti legami commerciali con i Mandinka dell'interno.